# Leo White (Schauspieler)

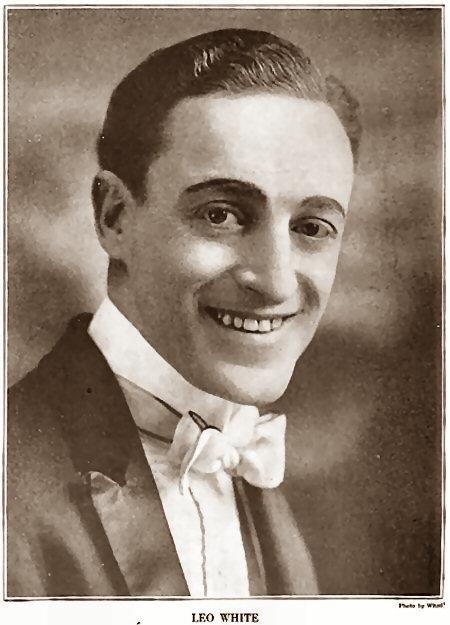
Leo White (1917)

Leo White (* 10. November 1882 in Graudenz, Westpreußen; † 20. September 1948 in Glendale, Kalifornien) war ein deutsch-US-amerikanischer Schauspieler.

## Leben
Leo White wurde im westpreußischen Graudenz geboren und wuchs in England auf. Er begann seine Karriere als Theaterschauspieler, spielte in Produktionen von Fred Karno und war außerdem Operettendarsteller. Von Daniel Frohman wurde er schließlich nach Hollywood geholt. Seinen ersten Filmauftritt hatte Leo White 1911. 1913 wurde er bei Essanay unter Vertrag genommen. 1915 gelang es Essanay, Charles Chaplin an sich zu binden. Fortan trat Leo White in Rollen als eleganter Herr oder europäischer Adeliger in Chaplin-Filmen auf. Eine völlige Ausnahme war die Rolle in Chaplins Film Der Vagabund. Hier spielte White eine alte Zigeunerin. 
Als Charles Chaplin 1916 Essanay verließ, drehte Leo White als Regisseur für Essanay zu Chaplins Film Burlesque on Carmen zusätzliche Szenen, sodass der Film in doppelter Länge nach dem Weggang Chaplins in die Kinos kam. Chaplin verklagte daraufhin Essanay, konnte seine Ansprüche jedoch nicht durchsetzen. Bis heute ist die Version von Leo White die offizielle Version des Films. White drehte außerdem weitere Szenen, die mit Filmresten Chaplins verbunden wurden, das Ergebnis kam unter dem Titel Triple Trouble mit Chaplin in der Hauptrolle 1918 in die Kinos.
White spielte in über 400 Filmen mit, darunter Filme wie Sonnenaufgang – Lied von zwei Menschen (1927), Casablanca (1942) und Arsen und Spitzenhäubchen (1944). Mit Beginn der Tonfilmzeit erhielt er jedoch nur noch kleinste Nebenrollen. Seinen letzten Filmauftritt in einem Film von Chaplin hatte er in Der große Diktator als Friseur der Titelfigur. Er verstarb 1948 in Glendale bei Los Angeles.

## Filmografie (Auswahl)
- 1915: Der Tramp (The Tramp)
- 1915: Gekidnappt (Shanghaied)
- 1916: Der Vagabund (The Vagabond)
- 1916: Der Graf (The Count)
- 1922: Blut und Sand (Blood and Sand)
- 1923: Lieber krank als sorgenfrei (Why Worry?)
- 1925: Charleys Tante (Charley’s Aunt)
- 1925: Ben Hur (Ben-Hur: A Tale of the Christ)
- 1925: Die verlorene Welt (The Lost World)
- 1925: Die Tänzerin von Moulin-Rouge (The Masked Bride)
- 1925: Frauen und Pferde (The Way of a Girl)
- 1925: Die Frau, die gelogen hat (The Lady Who Lied)
- 1925: Das verschwundene Brillantencollier (Paths to Paradise)
- 1926: Der Gefangene auf der Teufelsinsel (Devil’s Island)
- 1927: Sonnenaufgang – Lied von zwei Menschen (Sunrise: A Song of Two Humans)
- 1927: Der Held des Tages (A Hero for a Night)
- 1930: Die Drei von der Feuerwache (Soup to Nuts)
- 1930: Our Blushing Brides
- 1931: Anna Christie
- 1931: Die Marx Brothers auf See (Monkey Business)
- 1932: Arsene Lupin, der König der Diebe (Arsène Lupin)
- 1932: Menschen im Hotel (Grand Hotel)
- 1932: Ein Dieb mit Klasse (Jewel Robbery)
- 1932: Flirt (Huddle)
- 1933: The Keyhole
- 1933: Lady für einen Tag (Lady for a Day)
- 1933: Die Legion des Todes (The Devil’s in Love)
- 1933: Liebe und andere Geschäfte (She Had to Say Yes)
- 1933: Alles für das Kind (A Bedtime Story)
- 1933: Urlaub vom Thron (The King's Vacation)
- 1933: Eine Frau vergisst nicht (Only Yesterday)
- 1933: The House on 56th Street
- 1934: Die scharlachrote Kaiserin (The Scarlet Empress)
- 1934: Zwei Herzen auf der Flucht (Fugitive Lovers)
- 1934: Sadie McKee
- 1934: Der dünne Mann (The Thin Man)
- 1934: 1929 – Manhattan N.Y. (Gentlemen Are Born)
- 1934: Nebel über Frisco (Fog Over Frisco)
- 1934: Madame Dubarry (Madame Du Barry)
- 1935: In blinder Wut (Black Fury)
- 1935: Stranded
- 1935: Leise kommt das Glück zu Dir (Let’s Live Tonight)
- 1935: Die Frau auf Seite 1 (Front Page Woman)
- 1937: Stolen Holiday
- 1937: Der Prinz und der Bettelknabe (The Prince and the Pauper)
- 1937: Thin Ice
- 1938: Liebe zu viert (Four’s a Crowd)
- 1938: Comet Over Broadway
- 1938: Chicago – Engel mit schmutzigen Gesichtern (Angels with Dirty Faces)
- 1939: Die wilden Zwanziger (The Roaring Twenties)
- 1940: Der große Diktator (The Great Dictator)
- 1940: Das Geheimnis von Malampur (The Letter)
- 1941: Hier ist John Doe (Meet John Doe)
- 1941: Agenten der Nacht (All Through the Night)
- 1942: Yankee Doodle Dandy
- 1942: Der freche Kavalier (Gentleman Jim)
- 1942: Casablanca
- 1944: Die Abenteuer Mark Twains (The Adventures of Mark Twain)
- 1944: Das Leben der Mrs. Skeffington (Mr. Skeffington)
- 1944: Arsen und Spitzenhäubchen (Arsenic and Old Lace)
- 1946: Drei Fremde (Three Strangers)
- 1946: Hier irrte Scotland Yard (The Verdict)
- 1947: Ehebruch (The Unfaithful)
- 1948: Der Herr der Silberminen (Silver River)
- 1948: So You Want to Be on the Radio
- 1949: Mein Traum bist Du (My Dream Is Yours)
- 1949: Ein Fall für Detektiv Landers (Homicide)
- 1949: Blondes Gift (Flaxy Martin)
- 1949: Ein Mann wie Sprengstoff (The Fountainhead)